# 樋野含斎
樋野 含斎（日野 含斎、ひの がんさい、生年不明 - 1865年9月27日（慶応元年8月8日））は、江戸時代後期の出雲広瀬藩の儒者。名は弘、仲毅。字は子毅。俗名は多門。号は林泉山人。

## 経歴
家は代々広瀬藩士。儒者・海野紫瀾、篠崎小竹に学ぶ。安政3年、伯耆国（現・鳥取県）の淀江に来る。後に米子の寺院に寓し多数の門下生を薫陶する。郷校をひらく。

## 人物
漢学に造詣が深く、能書の誉がある。米子の実業家初代坂口平兵衛は樋野の門に入り、漢学を修めている。